# Leo Ryan
Leo Joseph Ryan, Jr., född 5 maj 1925 i Lincoln, Nebraska, död 18 november 1978 i Port Kaituma, Guyana. Ryan var en amerikansk politiker. Han var ledamot i den amerikanska kongressen som representant för Demokratiska partiet.
Han var mycket involverad i arbete mot destruktiva sekter och sköts till döds i samband med Folkets tempels kollektiva självmord i Jonestown i Guyana. Han är den enda amerikanska kongressledamot som dödats i tjänsten.
De flesta år mellan 1981 och 2001 delades utmärkelsen Leo J. Ryan Award ut av Leo J. Ryan Education Foundation. Innan den organisationen bildades tilldelades Margaret Singer en utmärkelse, Leo J. Ryan Memorial Award, från Citizen's Freedom Foundation (föregångaren till Cult Awareness Network).